# Drynaria angusta
Drynaria angusta là một loài thực vật có mạch trong họ Polypodiaceae. Loài này được (Humb. & Bonpl. ex Willd.) Fée miêu tả khoa học đầu tiên năm 1857.